# جون كاميرون (ضابط شرطة)
جون كاميرون (بالإنجليزية: John Cameron)‏ هو ضابط شرطة أمريكي، ولد في 30 سبتمبر 1807 في نوروولك في الولايات المتحدة، وتوفي في 1873 في مانهاتن في الولايات المتحدة.